# لوور (ترانه)
«لوور» (به انگلیسی: The Louvre) ترانه‌ای اثر خواننده-ترانه‌نویس نیوزلندی لرد است که برای دومین آلبوم استودیویی خود، ملودراما (۲۰۱۷) ضبط شده‌است. لرد این ترانه را با جک آنتونوف نوشت و با تولید اضافی فلوم و میلی تهیه کرد. «لوور» یک ترانه الکتروپاپ که دارای ژانرهای دیگری مانند ایندی راک و امبینت است. نام ترانه از موزه لوور در پاریس گرفته شده‌است.